# Zábřeh (Dolní Benešov)

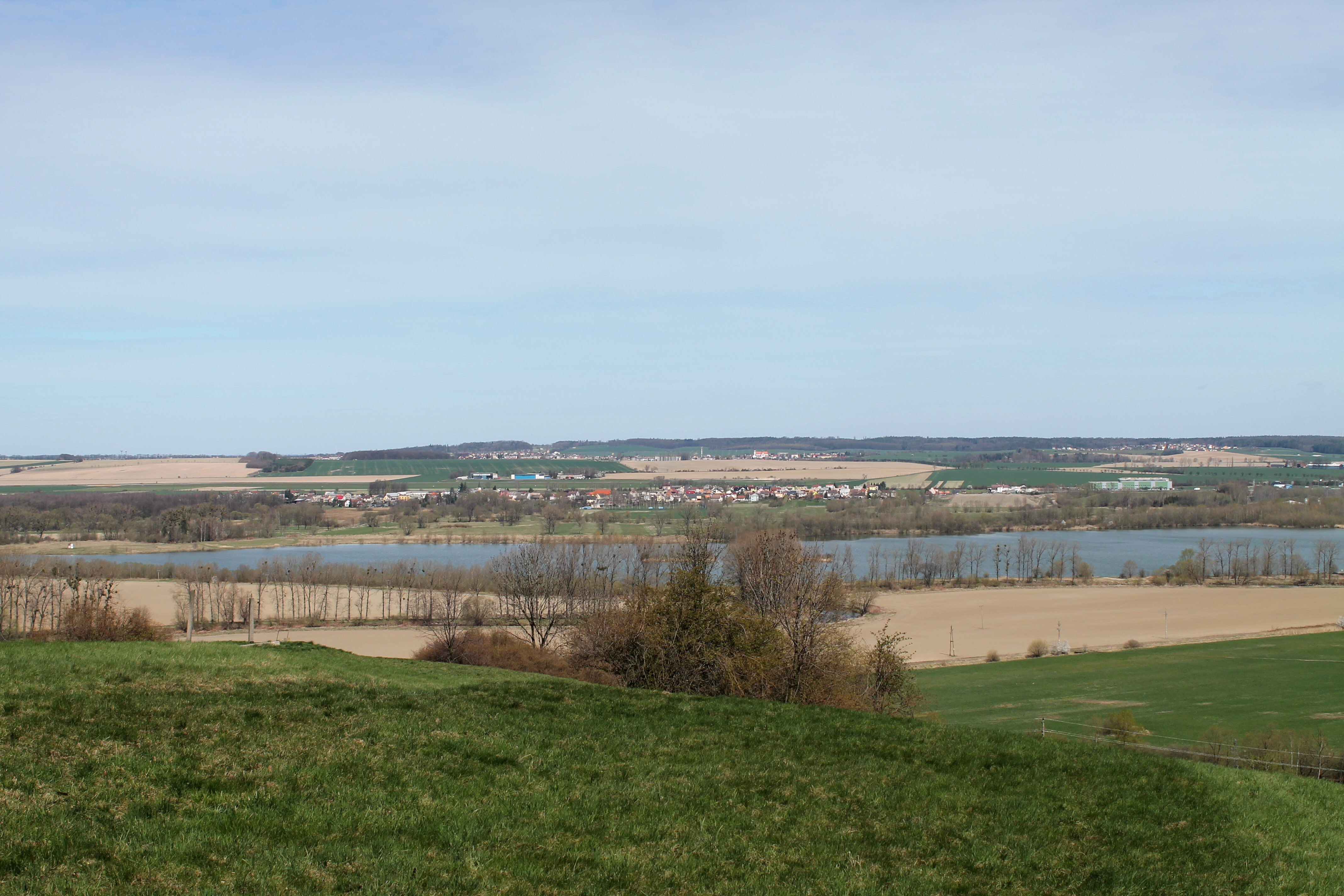
Blick vom Padařov bei Smolkov auf den Jezero, im Hintergrund Zábřeh und Dolní Benešov

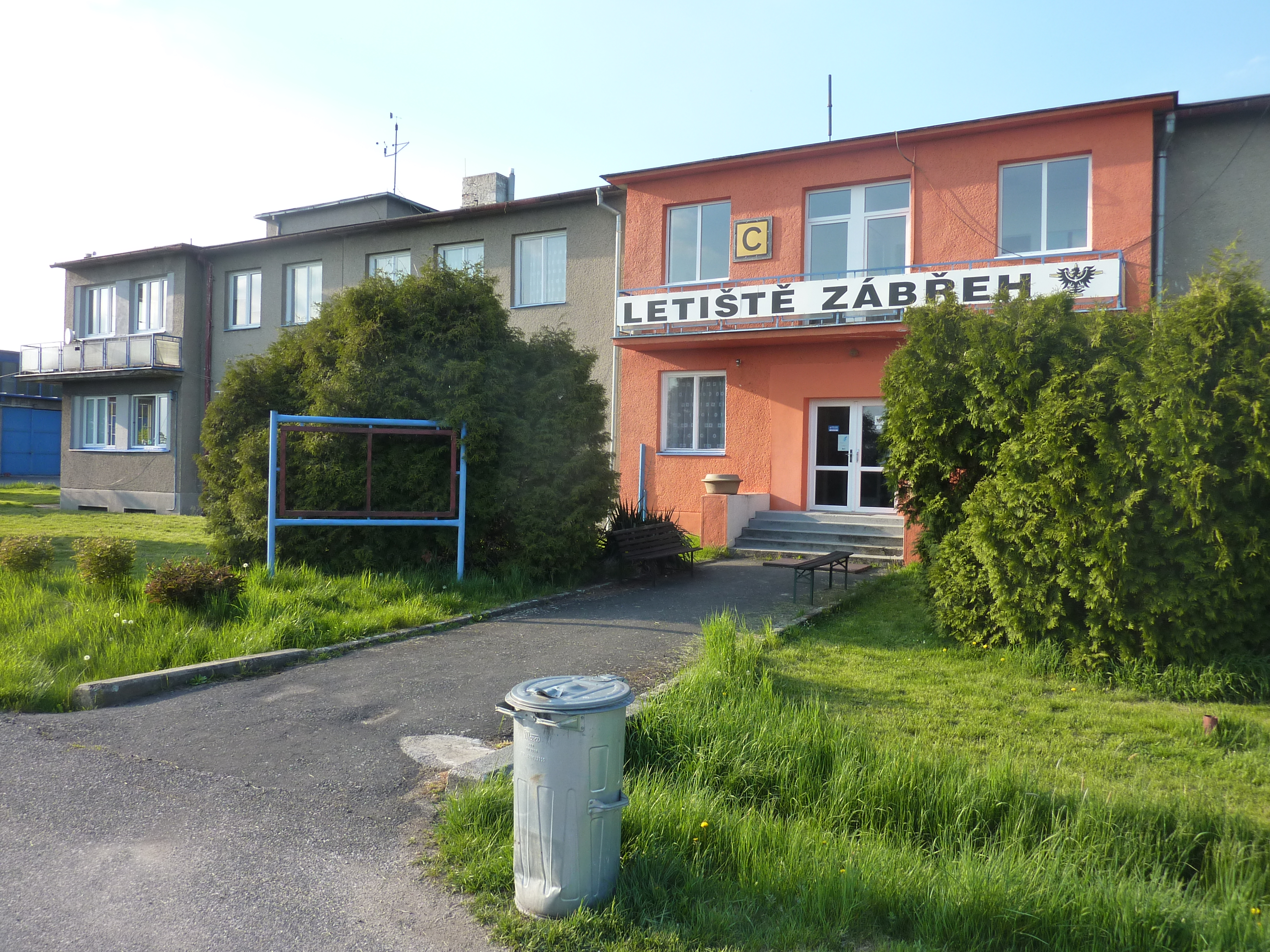
Gebäude des Sportflugplatzes

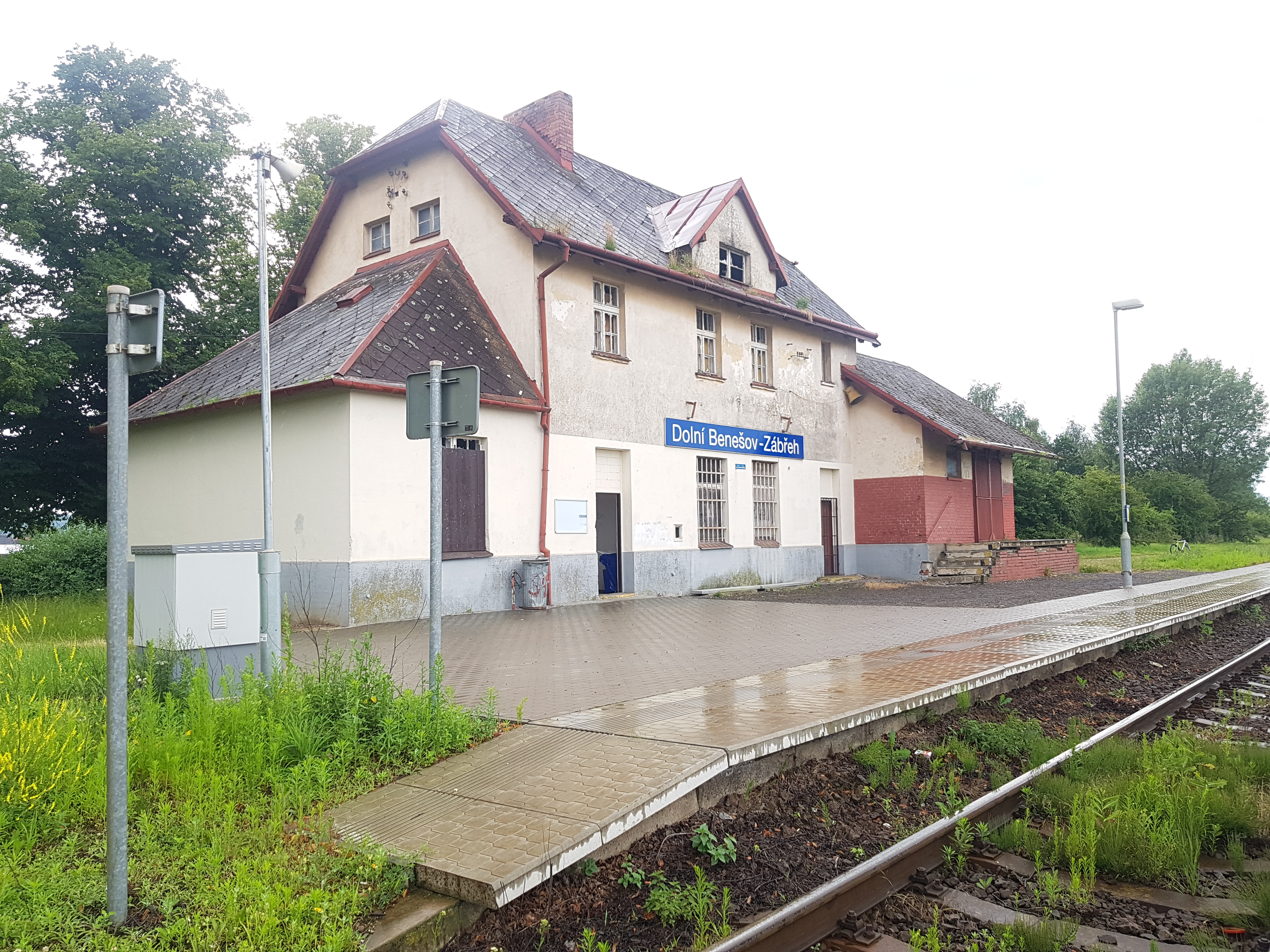
Bahnstation Dolní Benešov-Zábřeh

Zábřeh (deutsch Oppau, bis 1910 Zabrzeh) ist ein Ortsteil der Stadt Dolní Benešov (Beneschau) in Tschechien. Er liegt 13 Kilometer östlich von Opava (Troppau) und gehört zum Okres Opava.

## Geographie
Das Straßendorf Zábřeh befindet sich linksseitig des Baches Štěpánka am Rande einer Teichlandschaft in der Opavská pahorkatina (Troppauer Bucht). Durch den Ort führt die Staatsstraße I/56 zwischen Kravaře (Deutsch-Krawarn) und Dolní Benešov. Am nördlichen Ortsrand verläuft die Bahnstrecke Kravaře ve Slezsku–Chałupki, dahinter liegt der Sportflugplatz Zábřeh (LKZA). Gegen Süden – in der Flussaue der Opava (Oppa) – erstreckt sich der Teich Jezero; südöstlich schließt sich der Teich Nezmar an.
Nachbarorte sind Křeménky, Bolatice (Bolatitz) und Borová (Henneberg) im Norden, Morávka (Morawetzhof), Velký Dvůr (Großhof) und Bohuslavice (Buslawitz) im Nordosten, Dolní Benešov im Osten, Jilešovice (Illeschowitz), Chabičov (Chabitschau) und Háj ve Slezsku (Freiheitsau) im Südosten, Smolkov (Smolkau) im Süden, Lhota (Ellgoth), Mokré Lazce (Mokrolasetz) und Štítina (Stettin) im Südwesten, Dvořisko (Oppahof) und Kouty (Kauthen) im Westen sowie Hanůvka (Annahof) und Štěpánkovice (Schepankowitz) im Nordwesten.

## Geschichte
Das Dorf gehörte zu den Gütern des Zisterzienserklosters Velehrad und wurde 1265 im  Vertrag zwischen dem Kloster und dem Olmützer Bischof Bruno von Schauenburg erstmals erwähnt. In der Besitzbestätigungsurkunde des Königs Ottokar II. Přemysl von 1270 wurde der Ort als Zaberzi aufgeführt.
Im Jahre 1695 wurde Zabrzeg, das bis dahin der geistlichen Verwaltung durch die Bolatitzer Zisterzienser unterstanden hatte, nach Benischau umgepfarrt.
Nach dem Ersten Schlesischen Krieg fiel Zabrzeg 1742 wie fast ganz Schlesien an Preußen; die Grenzziehung zu Österreichisch Schlesien erfolgte südlich des Dorfes entlang der Oppa. 1743 wurde Zabrzeg dem neugebildeten Kreis Leobschütz zugeordnet. Im Zuge der Kreisreform vom 1. Januar 1818 wurde Zabrzeg dem Kreis Ratibor zugewiesen.
1869 bestand Zabrzeg aus 100 Häusern und hatte 558 Einwohner. Ab Mai 1874 gehörte die Gemeinde zum Amtsbezirk Beneschau. In den 1880er Jahren erfolgte eine Änderung des Gemeindenamens in Zabrzeh. Im Jahre 1900 hatte Zabrzeh 583 Einwohner, 1910 waren es 633. Am 24. Oktober 1910 erfolgte die Germanisierung des Namens der Landgemeinde und des Gutsbezirks Zabrzeh in Oppau. Im Herbst 1913 wurde die Nebenbahn von Deutsch-Krawarn nach Hultschin eröffnet; die Vollendung der bis Annaberg geplanten Eisenbahnverbindung kam nie zustande.
Aufgrund des Versailler Vertrages von 1919 wurde Oppau am 4. Februar 1920 als Teils des Hultschiner Ländchens der Tschechoslowakei zugeschlagen. Beim Zensus von 1921 lebten in den 104 Häusern von Zábřeh/Oppau 630 Personen, darunter 599 Tschechen und 26 Deutsche. 1930 bestand Zábřeh aus 109 Häusern, in denen 720 Personen lebten. Im Jahre 1935 bildete sich in Zábřeh ein Kirchenbauverein und begann mit dem Kirchenbau; eine Weihe erfolgte auf Grund der politischen Ereignisse von 1938 und der Errichtung auf Privatgrund nicht.
Nach dem Münchener Abkommen  wurde Zábřeh am 8. Oktober 1938 zusammen mit dem Hultschiner Ländchen vom Deutschen Reich besetzt. Das Dorf gehörte – nunmehr wieder unter dem Namen Oppau – zum Landkreis Hultschin, der 1939 dem Landkreis Ratibor in der preußischen Provinz Schlesien eingegliedert wurde. Am 17. Januar 1939 wurde Oppau dem neu eingerichteten Amtsbezirk Beneschau zugeordnet. Die vorgesehene Änderung des Gemeindenamens in Oppau O.S. wurde nicht mehr vollzogen. Während der Mährisch-Ostrauer Operation erlitt das Dorf im April 1945 schwere Schäden. Nach dem Ende des Zweiten Weltkriegs kam Zábřeh wieder an die Tschechoslowakei zurück. Am 30. Oktober 1948 erfolgte die Weihe der Kirche. Im Jahre 1950 bestand Zábřeh aus 124 Häusern und hatte 656 Einwohner. Im Zuge der Gebietsreform von 1960 wurde der Okres Hlučín aufgehoben und die Gemeinde dem Okres Opava zugeordnet. 1970 lebten in den 135 Häusern von Zábřeh 643 Personen. Am 1. Januar 1979 wurde Zábřeh nach Dolní Benešov eingemeindet. 1991 lebten in den 159 Häusern des Dorfes 683 Menschen. Beim Zensus von 2011 hatte Zábřeh 706 Einwohner und bestand aus 171 Wohnhäusern.

## Ortsgliederung
Auf den Fluren von Zábřeh liegt die Wüstung Výhoda (Kolonie Wyhoda).
Der Ortsteil bildet den Katastralbezirk Zábřeh u Hlučína.

## Sehenswürdigkeiten
- Kirche St. Urban, errichtet 1935–1938. Nach der zwischen 1945 und 1948 erfolgten Beseitigung der schweren Kriegsschäden wurde sie 1948 geweiht.[5]
- Kapelle am Teich Jezero, südlich des Dorfes
- Steinernes Wegkreuz am Straßenabzweig Opavská / Nádražní[6]
- Holzkreuz mit Corpus Christi an der Schutzhütte des Naturreservats[7]
- Naturreservat Koutské a Zábřežské louky, Feuchtwiesen zwischen der Štěpánka und der Opava südwestlich des Dorfes, das Gebiet wurde 1973 auf einer Fläche von 15,08 ha unter Schutz gestellt.[8]

## Söhne und Töchter des Ortes
- Vilém Balarin (1894–1978), Maler